# Adalbert Kraus
Adalbert Franz Kraus (* 27. April 1937 in Aschaffenburg) ist ein deutscher Opernsänger (Tenor) und Gesangspädagoge.

## Leben
Nach dem Abitur absolvierte er zunächst eine handwerkliche Ausbildung, bevor er dann mit dem Studium der katholischen Theologie, Philosophie und Germanistik begann. Verhältnismäßig spät wurde seine stimmliche Begabung erkannt, worauf er 1966 ein Gesangsstudium bei Henriette Klink-Schneider am Bayerischen Staatskonservatorium (seit 1973 Hochschule für Musik Würzburg) in Würzburg begann.
1968 war er Preisträger des internationalen Musikwettbewerbs in Genf. 1970 folgte dann sein erstes Engagement am Niedersächsischen Staatstheater in Hannover, wo er fortan als lyrischer Tenor engagiert war.
Im Jahre 1974 entschloss er sich aufgrund der immer zahlreicher werdenden Verpflichtungen im In- und Ausland, vor allem in Japan, Amerika und dem europäischen Ausland, als freischaffender Opern- und Konzertsänger seine berufliche Karriere fortzusetzen. Operngastspiele gab er unter anderem in Wien, Zürich, Hamburg, Köln, Saarbrücken und Düsseldorf, insbesondere als Mozarttenor. Des Weiteren pflegte er zunehmend das Konzertfach, vor allem die geistliche Musik von Bach, Schütz und Bruckner und gab Liederabende. Er arbeitete in dieser Zeit mit vielen namhaften Dirigenten zusammen, unter anderem waren dies Sir Georg Solti, Wolfgang Gönnenwein, Helmuth Rilling, Eugen Jochum, Karl Richter, Diethard Hellmann, Karl Böhm, Wolfgang Sawallisch, Rafael Kubelík, John Eliot Gardiner, Pierre Boulez und Hanns-Martin Schneidt. Adalbert Kraus spielte zahlreiche Rundfunk- und Fernsehaufnahmen ein, mit Helmuth Rilling das gesamte Kantatenwerk von Johann Sebastian Bach, das den Schwerpunkt seines Repertoires darstellte.
Adalbert Kraus war ordentlicher Professor an der Musikhochschule München und Honorarprofessor an der Musikhochschule Würzburg. Zudem war er Gastdozent an der Internationalen Bachakademie in Stuttgart und am College of Music in Tokio.

## Diskografie (Auswahl)
- Johann Sebastian Bach – Das Kantatenwerk (Helmuth Rilling, Arleen Augér, Aldo Baldin, Julia Hamari, Siegmund Nimsgern,...)
- Johann Sebastian Bach – Matthäus-Passion (Helmuth Rilling, Siegmund Nimsgern, Aldo Baldin, Julia Hamari, Arleen Auger, Philippe Huttenlocher)
- Johann Sebastian Bach – Johannes-Passion  (Eckard Weyand, Christine Schäfer..., Adalbert Kraus als Evangelist)
- Johann Sebastian Bach – Kantate Herz und Mund und Tat und Leben, BWV 147; Joseph Haydn: Missa in d-Moll in angustiis Hob. XXII:11 (Messe in der Bedrängnis, auch: Nelson-Messe). Ausführende: Ulrike Sonntag (Sopran), Alison Browner (Alt), Adalbert Kraus (Tenor), Ernst Gerold Schramm (Bass), Collegium Instrumentale Alois Kottmann, Alois Kottmann (vl), Figuralchor des Hessischen Rundfunks, Alois Ickstadt (Dirigent). Melisma 726, Oestrich-Winkel.
- Johann Sebastian Bach – Johannes-Passion BWV 245. Ausführende: Ulrike Sonntag (Sopran), Alison Browner (Alt), Adalbert Kraus (Tenor), Ernst Gerold Schramm (Bass), Collegium Instrumentale Alois Kottmann, Figuralchor des Hessischen Rundfunks, Alois Ickstadt (Dirigent). Melisma 7058, Oestrich-Winkel.
- Johann Sebastian Bach – Messe h-Moll BWV 232. Ausführende: Ulrike Sonntag (Sopran), Alison Browner (Alt), Adalbert Kraus (Tenor), Ernst Gerold Schramm (Bass), Collegium Instrumentale Alois Kottmann, Alois Kottmann (vl), Figuralchor des Hessischen Rundfunks, Alois Ickstadt (Dirigent) Melisma 7023-2, Oestrich-Winkel.
- Johann Sebastian Bach – H-Moll-Messe (Arleen Augér, Julia Hamari)
- Anton Bruckner – Te Deum (Kurt Moll, Stephani)
- Peter Cornelius – Der Barbier von Bagdad (Bernd Weikl, Gerhard Unger)
- Georg Friedrich Händel – Der Messias. Ausführende: Sharon Markovich (Sopran). Hildegard Laurich (Alt), Adalbert Kraus (Tenor), Ernst Gerold Schramm (Bass), Collegium Instrumentale Alois Kottmann, Alois Kottmann (vl), Figuralchor des Hessischen Rundfunks, Alois Ickstadt (Dirigent). Melisma 6046, Oestrich-Winkel.
- Joseph Haydn – Die Schöpfung (Helen Donath, Kurt Widmer, Wolfgang Gönnenwein)
- Joseph Haydn – Die Schöpfung. Oratorium für Soli, Chor und Orchester. Solisten: Dorothea Wirtz (Sopran), Adalbert Kraus (Tenor), Ernst Gerold Schramm (Bass), Figuralchor des Hessischen Rundfunks, Bläser des Frankfurter Museumsorchesters, Alois Ickstadt (Dirigent). Melisma 706, Oestrich-Winkel.
- Joseph Haydn – Die Jahreszeiten (Helen Donath, Kurt Widmer, Wolfgang Gönnenwein)
- Albert Lortzing  –Zar und Zimmermann (Hermann Prey, Karl Ridderbusch, Lucia Popp, Heinz Wallberg)
- Wilhelmine von Bayreuth – Argenore (Angelika Luz, Lucas-Consort)
- Georg Philipp Telemann – Lukas-Passion 1744 (Theo Altmeyer, Gerhard Faulstich, Uta Spreckelsen, Siegfried Heinrich)
- Die ewige Melodie der Liebe – mit Werken von Frühbarock bis zur Spätromantik – Adalbert Kraus, Tenor; Roland Keller, Klavier

## Fernsehproduktionen
- H-Moll-Messe – Ana begegnet der Musik von J.S. Bach; ZDF 1978; mit Arleen Augér, Wolfgang Schöne, Adalbert Kraus, Julia Hamari, Torrent, Regie: Klaus Kirschner
- Aus fernen Tagen – 4. Folge; ARD (Saarländischer Rundfunk) 1980; mit John Eliot Gardiner, Reri Grist, Walter Berry, Adalbert Kraus, Rundfunk-Kammerorchester Saarbrücken
- Passion und Leidenschaft, ZDF 1985; mit Adalbert Kraus, Ernst Gerold Schramm, Collegium Instrumentale, Alois Kottmann, Regie: Meinolf Fritzen
- Zar und Zimmermann von Albert Lortzing; Bayerischer Rundfunk 1976; mit Lucia Popp, Hermann Prey, Adalbert Kraus, Werner Krenn, Karl Ridderbusch, Alexander Malta, Helmut Berger-Tuna, Chor des Bayerischen Rundfunks, Münchner Rundfunkorchester unter Heinz Wallberg
- Der Barbier von Bagdad von Peter Cornelius; Bayerischer Rundfunk 1973; mit Bernd Weikl, Gerhard Unger, Sylvia Geszty, Trudeliese Schmidt, Adalbert Kraus, Karl Ridderbusch, Chor des Bayerischen Rundfunks, Münchner Rundfunkorchester unter Heinrich Hollreiser